# 알리 아크바르 살레히
알리 아크바르 살레히(페르시아어: علی‌اکبر صالحی,‎ 1949년 5월 24일~)는 이란의 학자, 외교관이다. 2009년 7월 16일부터 2010년 12월 13일까지, 2013년 8월 16일부터 2021년 8월 29일까지 이란 원자력청장을 역임했다. 2010년 12월 13일부터 2013년 8월 15일까지 이란 외무부 장관(권한대행: 2010년 12월 13일 ~ 2011년 1월 30일)을 역임했다. 또한 1998년부터 2003년까지 국제 원자력 기구(IAEA) 이란 대표를 역임했다.

## 생애 초반과 교육
살레히는 1949년 3월 24일 이라크 카르발라에서 페르시아인 부모의 아들로 태어났다. 상인이었던 그의 아버지는 카즈빈에서 태어났는데 철거되기 전까지 200년이 넘는 역사를 가졌던 카르발라의 집에서 살았다. 살레히는 가족과 함께 페르시아어를 사용했고 골목길에서 다른 아이들과 놀면서 아랍어를 배웠다. 살레히는 페르시아어와 아랍어 외에도 영어에 능숙했고 이라크에 위치한 이란인 학교에 재학했다. 어린 시절에는 카르발라 거리에서 담배를 팔며 용돈을 벌기도 했다.
1958년에 이라크의 압둘카림 카심 장군이 쿠데타를 일으켜 파이살 2세 국왕을 축출시키자 그의 가족들은 가족 여행을 위해 이란으로 이주했다. 그러나 이란에서는 억양 때문에 반 친구들로부터 놀림의 대상이 되었고 초등학교 1학년 시험에 낙방하게 된다. 처음에는 시리아 다마스쿠스로 이주하기를 원했으나 결국 레바논 베이루트로 이주하여 중등학교를 졸업했다. 1971년에는 베이루트 아메리칸 대학교에서 물리학 학사 학위를 받았고 1977년에는 미국 매사추세츠 공과대학교에서 원자력 공학 박사 학위를 받았다.

## 경력
살레히는 테헤란에 위치한 샤리프 공과대학교에서 정교수, 총장을 역임했고 이란 과학 아카데미와 이탈리아 국제 이론 물리 센터의 회원으로 활동했다. 특히 1982년부터 1985년까지, 1989년부터 1993년까지는 샤리프 공과대학교 총장을 역임했다. 살레히는 또한 1988년부터 1989년까지 이맘 호메이니 국제대학교 총장을 역임했다. 미국 과학국제안보연구소의 데이비드 올브라이트는 약 1,600개에 달하는 가입전신 문서를 인용하면서 살레히가 1990년대에 유럽의 공급 업체로부터 이중 용도 기술을 확보하려는 시도에 관여했다고 증언했다.
미국 과학국제안보연구소의 보고서에 따르면 이란의 물리학 연구 센터는 1980년대 말부터 1990년대 초반 사이에 불법적인 핵 기술을 확보하기 위해 최전선 역할을 했다고 한다. 과학국제안보연구소는 샤리프 대학교 총장을 역임했던 살레히가 구매 사실을 알고 있었다고 주장했다.
살레히는 1997년 3월 13일에 당시 모하마드 하타미 대통령에 의해 국제 원자력 기구(IAEA) 주재 이란 정부 대표로 임명되어 2005년 8월 22일까지 그 직책을 유지했다. 살레히는 2003년 12월 18일에 이란 정부를 대표하여 IAEA와의 안전 조치 협정 추가 의정서에 서명했다.
살레히는 2007년부터 2009년까지 에크멜레딘 이흐사노글루가 사무총장을 맡고 있던 이슬람 회의 기구의 사무차장을 역임했는데 2009년 7월 16일에 당시 마무드 아마디네자드 대통령이 같은 해 7월 10일에 사임한 골람 레자 아가자데 이란 원자력청장의 후임으로 살레히를 임명하면서 사임했다. 2011년 1월 23일에 아마디네자드 대통령이 그를 외무장관으로 지명하면서 이란 원자력청장직에서 사임하게 된다.
2010년 12월 13일에는 아마디네자드 대통령이 알 수 없는 이유로 마누체흐르 모타키를 해임하고 살레히를 권한대행으로 임명했다. 2011년 1월 23일에는 아마디네자드 대통령이 살레히를 외무장관으로 임명했다. 이란 의회는 2011년에 1월 30일에 살레히를 외무장관으로 임명하는 안건을 찬성 146표로 승인했다. 유럽 연합과 영국 재무부는 2009년 11월 18일에 살레히가 이란의 핵 프로그램에 관여한 적이 있다는 이유로 자산 동결 대상자로 지정했다. 그러나 유럽 연합은 살레히가 2010년에 이란 정부로부터 외무장관으로 임명되자 그를 자산 동결 대상자 명단에서 제외시켰다.
그의 외무장관 임기는 2013년 8월 15일에 하산 로하니 대통령이 모하마드 자바드 자리프를 새 외무장관으로 임명하면서 끝났다. 2013년 8월 16일에는 로하니 대통령에 의해 페레이둔 아바스의 뒤를 이어 이란 원자력청장으로 임명되면서 2번째 임기를 맡았다.

### 제재
국제 원자력 기구(IAEA)의 조사 결과에 따라 이란이 더 많은 조사를 받고 있을 때 이란 원자력청장이었던 살레히는 유럽 연합과 영국으로부터 금융 제재 및 여행 제한 조치 대상자로 지정받았다. 살레히는 2015년 스위스 제네바에서 열린 이란 및 P5+1(유엔 안전 보장 이사회 상임이사국인 미국, 영국, 프랑스, 러시아, 중국 5개국 + 독일) 회담에 참석하여 미국 에너지부 장관을 역임하고 있던 어니스트 모니즈와 함께 이란 핵 프로그램의 기술적 측면에 대해 보다 많은 논의를 가졌다. 살레히는 핵 회담에서의 역할로 인해 과학 잡지 《네이처》가 선정한 2015년에 중요한 과학계 인물 10명 가운데 한 명으로 선정되었다. 살레히는 이란 원자력청장으로서 미국 재무부에서 부과한 2차 제재 대상자로도 지정되었다.